# 加马德莱班
加马德莱班（法語：Gamarde-les-Bains，法語發音：[ɡamaʁd le bɛ̃]）是法国朗德省的一个市镇，位于该省南部，属于达克斯区。

## 地理
加马德莱班（43°43'57"N, 0°52'24"W）面积18.95 平方千米，位于法国新阿基坦大区朗德省，该省份为法国西南部沿海省份，是法國本土面积第二大的省，北起吉倫特省，西临大西洋，南至大西洋比利牛斯省，东临热尔省，东北与洛特-加龍省接壤。
与加马德莱班接壤的市镇（或旧市镇、城区）包括：卡桑、戈斯、安克斯、卢埃尔、沙洛斯地区蒙福尔、努斯、波亚讷、波亚尔坦、普雷沙克莱班、圣茹尔多里巴特。

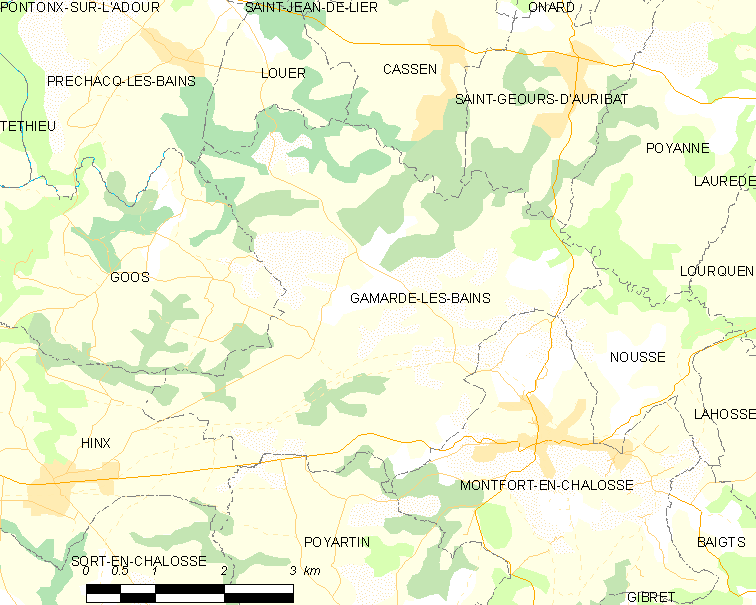
加马德莱班的OSM定位图

加马德莱班的时区为UTC+01:00、UTC+02:00（夏令时）。

## 行政
加马德莱班的邮政编码为40380，INSEE市镇编码为40104。

## 政治
加马德莱班所属的省级选区为沙洛斯山坡县。

## 人口

1962-2008年间加马德莱班人口变化图示

加马德莱班于2022年1月1日时的人口数量为1552人。